# Minhotães
Minhotães é uma povoação portuguesa do Município de Barcelos que foi sede da extinta Freguesia de Minhotães, freguesia que tinha 3,57 km² de área e 775 habitantes (2011), e, por isso, uma densidade populacional de 217,1 hab/km².
A Freguesia de Minhotães foi extinta em 2013, no âmbito de uma reforma administrativa nacional, tendo sido agregada às freguesias de Grimancelos, Viatodos e Monte de Fralães, para formar uma nova freguesia denominada União das Freguesias de Viatodos, Grimancelos, Minhotães e Monte de Fralães com sede em Viatodos.
A paróquia de São Salvador de Minhotães, da diocese de Braga, era reitoria da apresentação da mitra. 
Pinho Leal, citado por Américo da Costa, afirma ter sido Comenda da Ordem do Templo até 1311 e da Ordem de Cristo de 1319 a 1834. É referenciada nas Inquirições de 1220 de "Sancto Salvatores de Miotães".
Foi natural desta freguesia o «Mestre-arquitecto» setecentista António Rodrigues.

## População
| População da freguesia de Minhotães (1864 – 2011) | População da freguesia de Minhotães (1864 – 2011) | População da freguesia de Minhotães (1864 – 2011) | População da freguesia de Minhotães (1864 – 2011) | População da freguesia de Minhotães (1864 – 2011) | População da freguesia de Minhotães (1864 – 2011) | População da freguesia de Minhotães (1864 – 2011) | População da freguesia de Minhotães (1864 – 2011) | População da freguesia de Minhotães (1864 – 2011) | População da freguesia de Minhotães (1864 – 2011) | População da freguesia de Minhotães (1864 – 2011) | População da freguesia de Minhotães (1864 – 2011) | População da freguesia de Minhotães (1864 – 2011) | População da freguesia de Minhotães (1864 – 2011) | População da freguesia de Minhotães (1864 – 2011) |
| ------------------------------------------------- | ------------------------------------------------- | ------------------------------------------------- | ------------------------------------------------- | ------------------------------------------------- | ------------------------------------------------- | ------------------------------------------------- | ------------------------------------------------- | ------------------------------------------------- | ------------------------------------------------- | ------------------------------------------------- | ------------------------------------------------- | ------------------------------------------------- | ------------------------------------------------- | ------------------------------------------------- |
| 1864                                              | 1878                                              | 1890                                              | 1900                                              | 1911                                              | 1920                                              | 1930                                              | 1940                                              | 1950                                              | 1960                                              | 1970                                              | 1981                                              | 1991                                              | 2001                                              | 2011                                              |
| 463                                               | 494                                               | 500                                               | 530                                               | 564                                               | 589                                               | 621                                               | 617                                               | 694                                               | 777                                               | 830                                               | 878                                               | 855                                               | 883                                               | 775                                               |